# 吉田文雀
吉田 文雀（よしだ ぶんじゃく、本名：塚本 和男、1928年6月8日 - 2016年8月20日）は、人形浄瑠璃文楽の人形遣い。東京都出身。

## 来歴・人物
父、祖父の影響で幼少の戦前から文楽や歌舞伎に触れてきた、戦時中は好きが高じて文楽の楽屋に出入りし戦中多くの遣いが疎開や戦地に赴いた為、人手が足りなかった為舞台に立つことになる。1945年8月に文楽座入りし、2代目吉田玉市の預かり弟子で吉田和夫を名乗る。翌年正式に南座で初舞台。1950年に3代目吉田文五郎の正式な門下になり2代目中村扇雀（後の4代目坂田藤十郎）と仲がよかったので師である文五郎の「文」と扇雀の「雀」を合わせて文雀となる。1991年紫綬褒章受章。1994年、重要無形文化財（人間国宝）認定。戦後文楽の発展、復興に尽力した人物。
2016年、文楽協会と日本芸術文化振興会より、引退が発表された。